# 英格斯海姆
英格斯海姆是德国巴登-符腾堡州的一个市镇。总面积11.55平方公里，总人口6043人，其中男性2942人，女性3101人（2011年12月31日），人口密度523人/平方公里。